# Sof'ja Goslavskaja
Sof'ja Goslavskaja (Mosca, 1890 – Mosca, 1979) è stata un'attrice russa.

## Filmografia parziale

### Attrice
- Domik v Kolomne (1913)
- Volga i Sibir' (1914)
- Chrizantemy (1914)